# ريغي يونغ
ريغي يونغ (بالإنجليزية: Reggie Young)‏ هو مغن مؤلف وعازف قيثارة أمريكي، ولد في 12 ديسمبر 1936 في كاروثرزفيل في الولايات المتحدة، وتوفي في 17 يناير 2019.

## وصلات خارجية
- الموقع الرسمي
- ريغي يونغ على موقع ميوزك برينز (الإنجليزية)
- ريغي يونغ على موقع أول ميوزيك (الإنجليزية)
- ريغي يونغ على موقع ديسكوغز (الإنجليزية)